# Haematopota ocelligera
Haematopota ocelligera är en tvåvingeart som först beskrevs av Krober 1922.  Haematopota ocelligera ingår i släktet Haematopota och familjen bromsar. Inga underarter finns listade i Catalogue of Life.